# Departament de Choluteca
El departament de Choluteca és un dels 18 departaments en què es divideix Hondures. Limita al nord amb els departaments de Francisco Morazán i El Paraíso a l'oest amb el Golf de Fonseca i el departament de Valle, i a l'est i sud amb la veïna nació de Nicaragua.

## Història
Choluteca va ser un dels set departaments originals en què es va dividir Hondures després de la seva independència, en 1825. Les seves fronteres, no obstant això, han canviat al llarg de la història. En 1843 es va afegir al seu territori el districte de Guascorán, fins llavors part de Comayagua. En 1893 se'n separà la seva part més occidental, amb la creació del departament de Valle.

## Municipis
1. Apacilagua
2. Choluteca
3. Concepción de María
4. Duyure
5. El Corpus
6. El Triunfo
7. Marcovia
8. Morolica
9. Namasigüe
10. Orocuina
11. Pespire
12. San Antonio de Flores
13. San Isidro
14. San José
15. San Marcos de Colón
16. Santa Ana de Yusguare

## Ciutadans il·lustres
- José Cecilio del Valle, redactor de l'Acta d'Independència de Centreamèrica.
- Dionisio de Herrera, Primer Cap d'Estat Suprem d'Hondures.
- Justo Vicente José de Herrera y Díaz del Valle, (germà de Dionisio de Herrera) Cap d'Estat d'Hondures
- General Florencio Xatruch Villagra, President Constitucional d'Hondures, defensor del territori contra la invasió del mercenari estatunidenc William Walker.